# Porcellana
La porcellana è un particolare tipo di ceramica, che si ottiene a partire da impasti con presenza di caolino, feldspato e per cottura a temperature tra i 1300 e i 1400 °C.
La porosità aperta è nulla, quella chiusa può raggiungere anche valori del 5%. Il materiale è di fase vetrosa, per cui la componente cristallina non supera il 40%. La porcellana viene suddivisa in base a differenti criteri, uno dei quali è la temperatura di cottura. La porcellana dura è formata da un impasto di caolino, feldspato e quarzo e richiede una temperatura maggiore di 1280 °C; la porcellana tenera si cuoce intorno ai 1200 °C. La porcellana presenta un rivestimento trasparente che viene applicato in crudo o dopo una prima cottura a temperature tra 800/900 °C. Il prodotto precotto per la smaltatura viene denominato degourdi.
I componenti del rivestimento sono gli stessi dell'impasto, ma in proporzioni tali da conferire alla miscela una maggiore fusibilità. Per un maggiore grado di bianco, la cottura della porcellana si effettua con un primo periodo di riscaldamento in atmosfera ossidante, una fase ad elevata temperatura in atmosfera riducente e un processo di raffreddamento in atmosfera neutra.

## Storia

### Le origini in Estremo Oriente

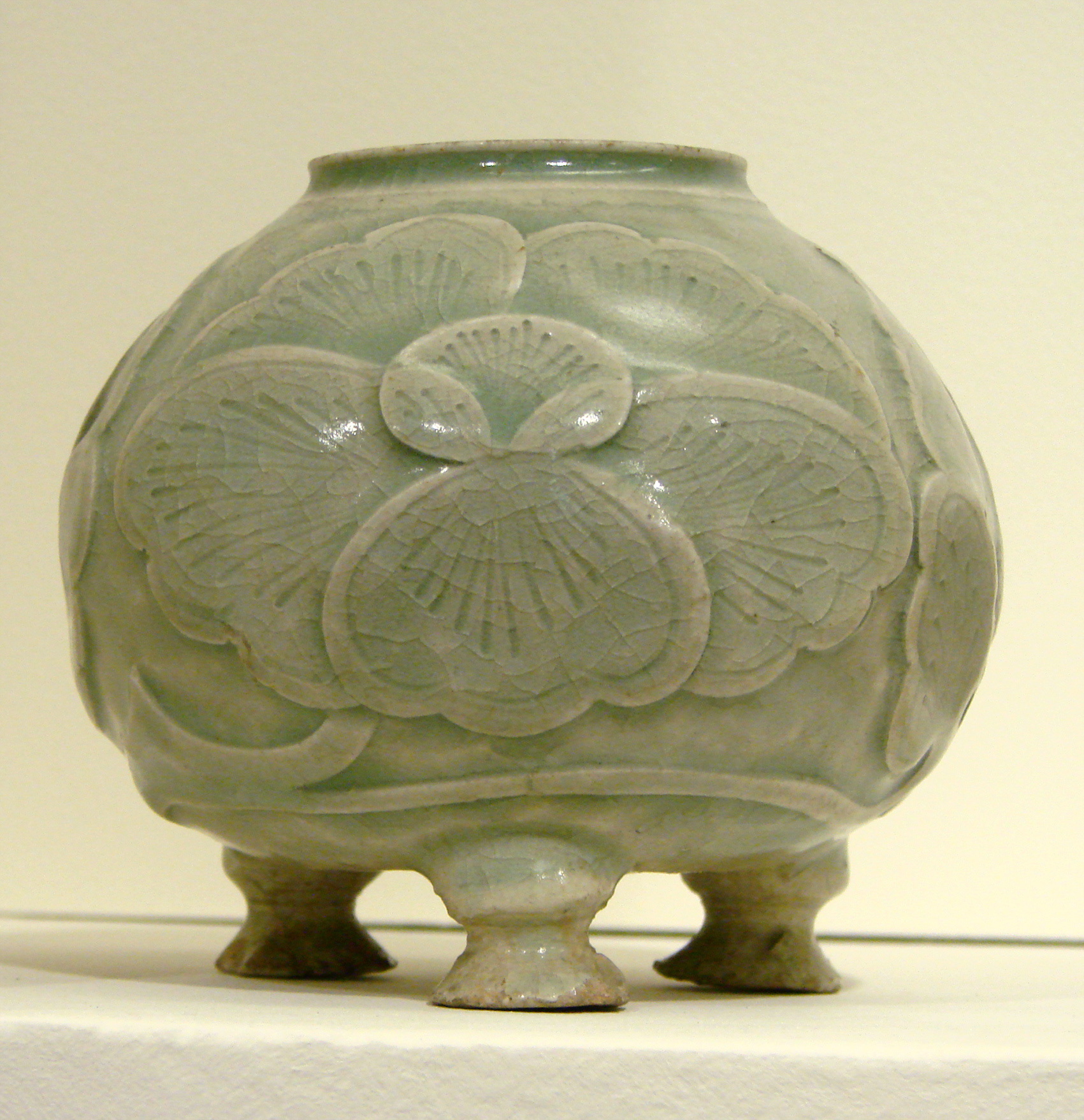
Vaso tripode in céladon, epoca Song, Museo Guimet

#### Cina
La porcellana è stata prodotta per la prima volta in Cina, si suppone durante la dinastia Tang, che durò dal 618 al 907. In effetti durante la precedente dinastia Han già si produceva una porcellana dura di colore grigiastro, che oggi viene definita "protoporcellana". La produzione di epoca Tang consisteva soprattutto in vasetti monocromi.
Durante la Dinastia Song (960-1279) si ottenne porcellana di ottima qualità e conseguentemente l'imperatore decise di istituire fabbriche imperiali per la realizzazione dei pezzi destinati alla corte. La porcellana di quest'epoca era tipicamente smaltata in celadon, smalto vetroso che va dal verdazzurro della giada al grigioverde.
Con l'avvento della dinastia Ming (1368-1644) la porcellana dura in Cina raggiunse la maggior produzione e diffusione. Fin dalla dinastia Song si distinse la città di Jingdezhen, dove vennero prodotte le opere di maggior prestigio. La smaltatura bianca e blu, amata ed esportata fin dalla dinastia Yuan, divenne celebre agli occidentali, in particolar modo in Europa, proprio durante la dinastia Ming.
Durante il periodo Qing (1644-1912) si affermarono varie "famiglie" di porcellana colorata, come la "famiglia rosa" e la "famiglia verde".

#### Corea
Verso il 1100 la produzione si diffuse con apprezzati risultati artistici anche in Corea. Gli oggetti più conosciuti realizzati in questo paese sono le ceramiche celadon del periodo Goryeo (o Koryŏ) (918-1392). Caratteristiche di essi sono le forme lobate e scanalate, spesso a tripode.

#### Giappone

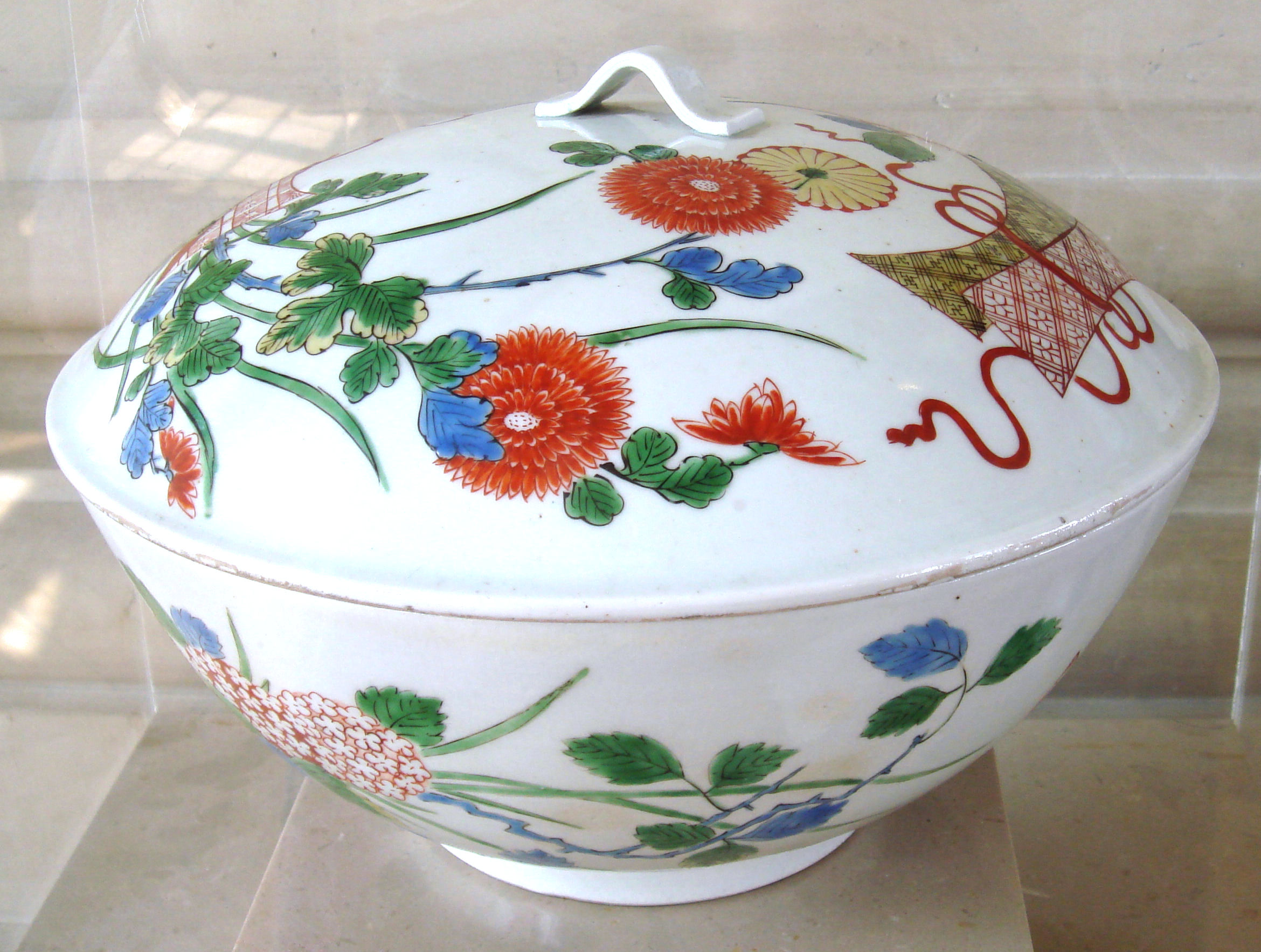
Zuppiera Kakiemon, 1640 circa

Nel 1510 l'arte della porcellana raggiunse il Giappone. Dopo che l'argilla da porcellana (caolino) fu scoperta nelle sue vicinanze nel 1616 il maggiore centro di produzione di porcellana giapponese divenne la città di Aritanel feudo di Saga, nel nordovest dell'isola di Kyūshū. In questa città si svilupparono due distinti stili, conosciuti come Imari e Kakiemon.
Le porcellane di Imari generalmente sono dipinte con una decorazione in blu cobalto e rosso ossido di ferro su sfondo bianco. Le decorazioni rappresentano piante e temi floreali. Nelle porcellane Kakiemon, invece, vengono impiegati anche colori a smalto diversi dal blu e dal rosso, come il verde e il rosa, mentre il fondo è sempre bianco. I disegni sono asimmetrici e coprono poco il fondo bianco.
Anche altri daimyō aprirono proprie manifatture di porcellana, come quella di Hirado della famiglia Matsura, quella di Kutani nel feudo di Kaga o Kanazawa, o come quella di Satsuma, nel sud di Kyūshū.

#### L'arrivo della porcellana in Europa
La prima testimonianza scritta in Europa relativa alla porcellana risale al Milione di Marco Polo, nel XIII secolo, che descrivendo la città di Tiungu o Tinuguise dice che vi si "producono le più belle scodelle di porcellana del mondo".
A partire dalla stessa epoca arrivarono in Europa i primi oggetti di porcellana attraverso la Persia, l'Egitto, Costantinopoli e Venezia per entrare a far parte dei tesori dei sovrani e delle cattedrali. Tuttavia la sua composizione rimase a lungo un mistero. Veniva definita oro bianco e divenne un prodotto di altissimo lusso.
A metà Cinquecento i mercanti olandesi riuscirono a stabilire accordi commerciali per importare la porcellana cinese, stabilendone il commercio nella città di Delft. Successivamente fu commerciata dalle Compagnie delle Indie. A partire da tale momento la porcellana si diffuse nelle classi agiate e divenne oggetto di uso quotidiano. In proposito, una delle principali cause della diffusione della porcellana in Europa fu l'estendersi dell'uso di bevande calde in tazza: tè, caffè, cioccolata.

### Le prime produzioni di porcellana in Europa: la pasta tenera
Gli europei tentarono svariate volte di raggiungere la perfezione della porcellana dura cinese, senza tuttavia riuscirci.
Risultati di qualche valore furono conseguiti solo nella Firenze del Cinquecento, dove i laboratori di alchimia di Francesco I de' Medici, già intorno al 1575, riuscirono ad ottenere un tipo di porcellana a pasta tenera nota appunto come Porcellana Medicea; imperfetta sul piano tecnico (bollicine, screpolature, ecc.), veniva decorata a motivi blu cobalto, vagamente ispirati alla contemporanea produzione cinese. Se ne conoscono in tutto una cinquantina di pezzi. Non sembra, tuttavia, che la produzione sia sopravvissuta alla morte di Francesco, né che tali esperimenti abbiano avuto conseguenze per la successiva storia della porcellana europea.
La produzione si affinò in seguito e sorsero importanti centri di produzione in Italia, in Inghilterra e in Francia, ritenuto il centro più importante. La prima fabbrica di porcellana a pasta tenera in Francia fu aperta a Rouen, nel 1673 Si trattava di una pasta "fritta" inventata dal vasaio Louis Poterat. I disegni erano bianchi e blu come sulle ceramiche dell'epoca. La manifattura di Rouen fu chiusa nel 1696.
Altre manifatture di porcellana aprirono in Francia, sotto la protezione dell'alta nobiltà: il duca di Orléans concesse lettere patenti alla manifattura di Saint-Cloud; il principe di Condé fondò la manifattura di Chantilly; infine, il duca di Villeroy pose sotto il proprio patronato la manifattura di Mennecy.
Le prime fabbriche di porcellana tenera in Inghilterra furono quelle di Chelsea e Bow.

### La porcellana dura europea

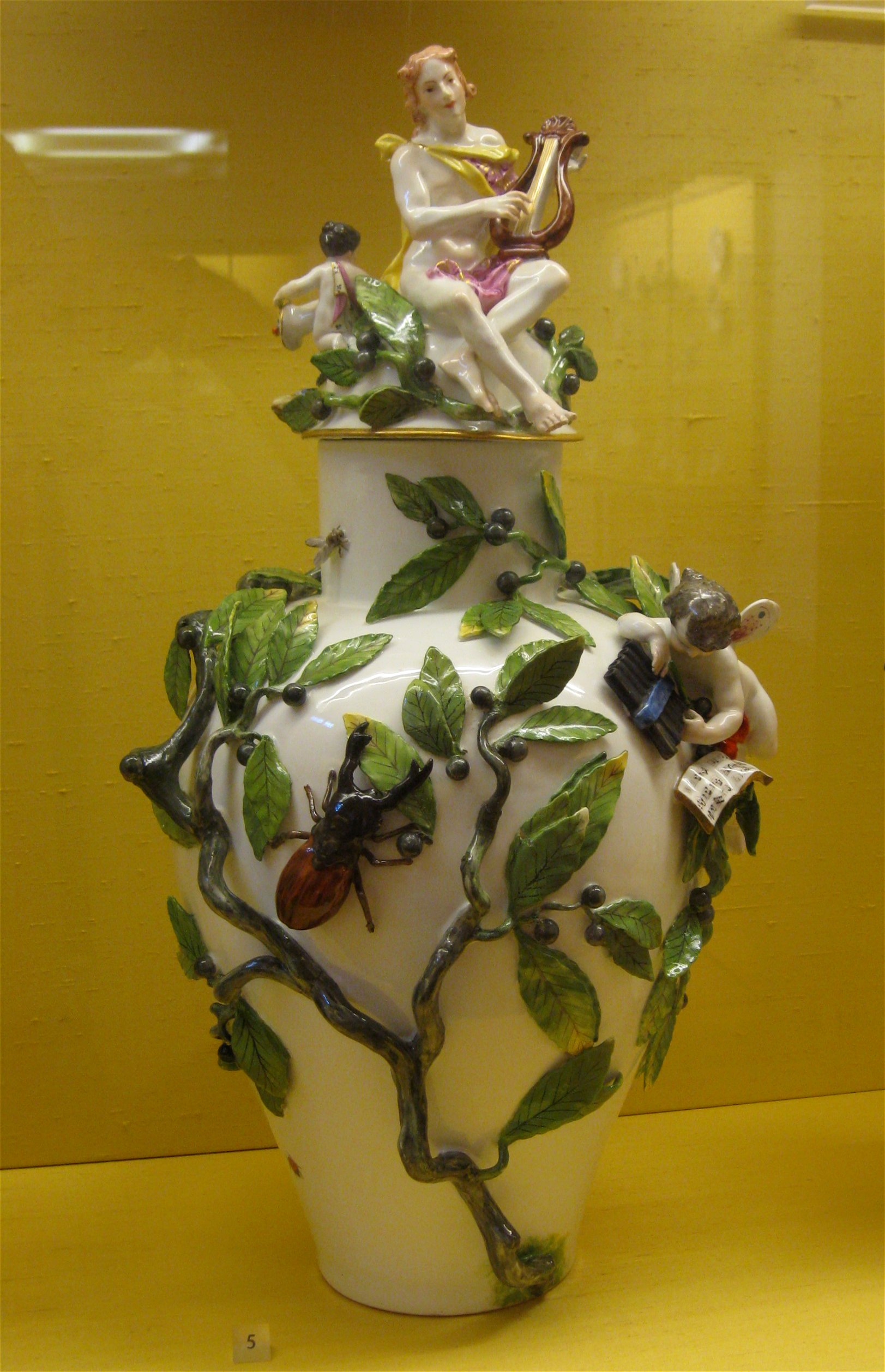
vaso "Apollo" di J.J.Kaendler, 1745

#### Meissen
Alla fine del 1707 alla corte dell'elettore di Sassonia Augusto il Forte il barone Ehrenfried Walther von Tschirnhaus, aiutato dall'alchimista Johann Friedrich Böttger, trovò una formula per produrre la porcellana dura, ovvero l'aggiunta del caolino. E nel 1710 fu fondata la Königlich-Polnische und Kurfürstlich-Sächsische Porzellan-Manufaktur ("Manifattura di porcellane regia polacca ed elettorale sassone").
Lo stile si ispirò inizialmente ai modelli orientali per forme e decorazioni; successivamente si evolvette seguendo gli stili dell'arte europea (barocco, rococò, neoclassico). Fra i maggiori artisti che lavorarono a Meissen si possono ricordare il pittore Johann Gregorius Höroldt ed il modellatore Johann Joachim Kändler, cui forse si deve l'ideazione del decoro a rilievo, a forma di cestino, tipico di Meissen e noto come ozier.
Inizialmente la Manifattura di Meissen godette di un monopolio di fatto nella produzione di porcellana dura. Successivamente, attraverso una serie di defezioni di collaboratori, i segreti della produzione della porcellana dura si diffusero negli altri stati del Sacro Romano Impero e poi nel resto dell'Europa.
Fra le manifatture dell'area tedesca sono famose la Manifattura imperiale di porcellane di Vienna, la Regia manifattura di porcellane di Berlino e la manifattura di Nymphenburg.
Tra gli artisti germanici di questo periodo va menzionato il pittore di ceramiche Ignaz Bottengruber.

#### La manifattura Ginori di Doccia e Richard-Ginori
In Italia la prima fabbrica di porcellana dura fu quella di Vezzi a Venezia, fondata nel 1720, ma ebbe vita breve.
Nel 1735 fu fondata, a Sesto Fiorentino, la Manifattura di Doccia, ad opera del marchese Carlo Ginori. L'intento era di fornire ad un paese dedito soprattutto all'agricoltura nuovi orizzonti commerciali che lo aiutassero a uscire da una forte crisi politica segnata dalla successione dei Medici verso i Lorena. Nel 1741 la manifattura ottenne la privativa dal granduca di Toscana Francesco III di Lorena.
Ginori investì molto sul progetto, sia per aiutare le maestranze a superare i problemi tecnici e di approvvigionamento delle materie prime, sia per fornire agli artisti riferimenti culturali di pregio.
Acquistò varie opere tardo barocche di valore, pubblicazioni di arte e di architettura, calchi di opere d'arte, cammei, terrecotte, sculture, cere.
I primi due decenni di attività furono pionieristici, e produssero soprattutto gruppi di statue, servizi da tavola e bassorilievi istoriati per decorarli. Capo pittore della manifattura era Johann Carl Wendelin Anreiter von Zirnfeld. Tuttavia l'impegno ripagò dello sforzo e nello spazio di pochi decenni la manifattura divenne un'azienda di notevoli dimensioni; nel 1774 occupava già oltre 100 operai e fabbricava maioliche e porcellane da arredamento e da tavola di grande gusto artistico, per le quali era conosciuta in tutta Europa. Tipiche di questa produzione sono i decori del tulipano e del galletto, tanto apprezzati da venire prodotti per tutto il secolo.
La produzione ebbe grande successo e diede un tocco squisitamente italiano alle sue opere. Nel 1850 e 1851 venne prodotto il Vaso dei Medici o Vaso Mediceo, un modello destinato ad avere una considerevole fortuna: un vaso di ampie dimensioni dalla forma a campana rovesciata che poggia su un unico piede, spesso di forma quadrata, e presenta due piccole anse in basso. Venne detto così poiché si ispirava alla forma dei grandi vasi marmorei della Villa Medici a Roma. Ne vengono tutt'oggi prodotti diversi esemplari.
Nel 1896, a causa di problemi finanziari, i marchesi Ginori furono costretti a vendere la Manifattura di Doccia al produttore di ceramiche milanese Richard. Nacque così la Richard-Ginori. La Richard-Ginori, ufficialmente fallita nel gennaio 2013, è stata acquistata e rilanciata dal gruppo Gucci a maggio 2013.

#### Capodimonte e Napoli
Nel 1738 Carlo di Borbone sposò Maria Amalia di Sassonia, nipote di Augusto il Forte, che aveva patrocinato la prima fabbrica di porcellana dura europea. Carlo volle avviare una produzione che fosse alla pari di quella, ormai famosissima, di Meissen e fece avviare i lavori per la prima fabbrica.
Questa sorse nel 1743 poco distante dal suo palazzo, sulla collina di Capodimonte e venne quindi detta Real Fabbrica di Porcellana di Capodimonte. Furono addetti alla fabbrica pochi artigiani specializzati: Livio Vittorio Schepers e Giovanni Caselli furono incaricati dell'impasto; lo scultore fiorentino Giuseppe Gricci venne ingaggiato come modellatore; il pittore era Giuseppe Della Torre.
Nel 1759, tuttavia, Carlo successe a Filippo V come Re di Spagna e diede ordine che tutta la produzione, artisti e operai inclusi, venissero in blocco trasferiti presso il Palazzo Reale del Buen Retiro, a Madrid. Qui la fabbricazione cessò nel 1808.
Carlo di Borbone aveva un figlio, Ferdinando. Questi successe al trono di suo padre in Napoli come Ferdinando IV Re di Napoli (1759-1816) e, successivamente, con il nome di Ferdinando I Re delle due Sicilie (1816-1825).
Volle avviare una nuova produzione di porcellane, cosa che fece nel 1771 nella Reggia di Portici, e dal 1773 nel Palazzo Reale di Napoli. Nacque così la Real Fabbrica Ferdinandea le cui opere furono contrassegnate da una lettera N coronata, in colore azzurro. Il periodo di maggior splendore si ebbe a partire dal 1780, quando divenne modellatore Filippo Tagliolini.
Nel 1806 Napoli venne conquistata dai francesi. Questi non avevano alcun interesse a mantenere una produzione in concorrenza con la loro e vendettero le attrezzature ad imprenditori locali, tra cui Giovanni Poulard-Prad. Questo permise alla zona di mantenere viva la sua tradizione artistica, fiorente ancora oggi e famosa per i suoi fiori in porcellana.
Fra le altre manifatture italiane del Settecento si segnalano quella di Giovanni Volpato a Roma e quella di Vinovo diretta da Vittorio Amedeo Gioanetti.

#### Le porcellane dure francesi: Sèvres e Limoges

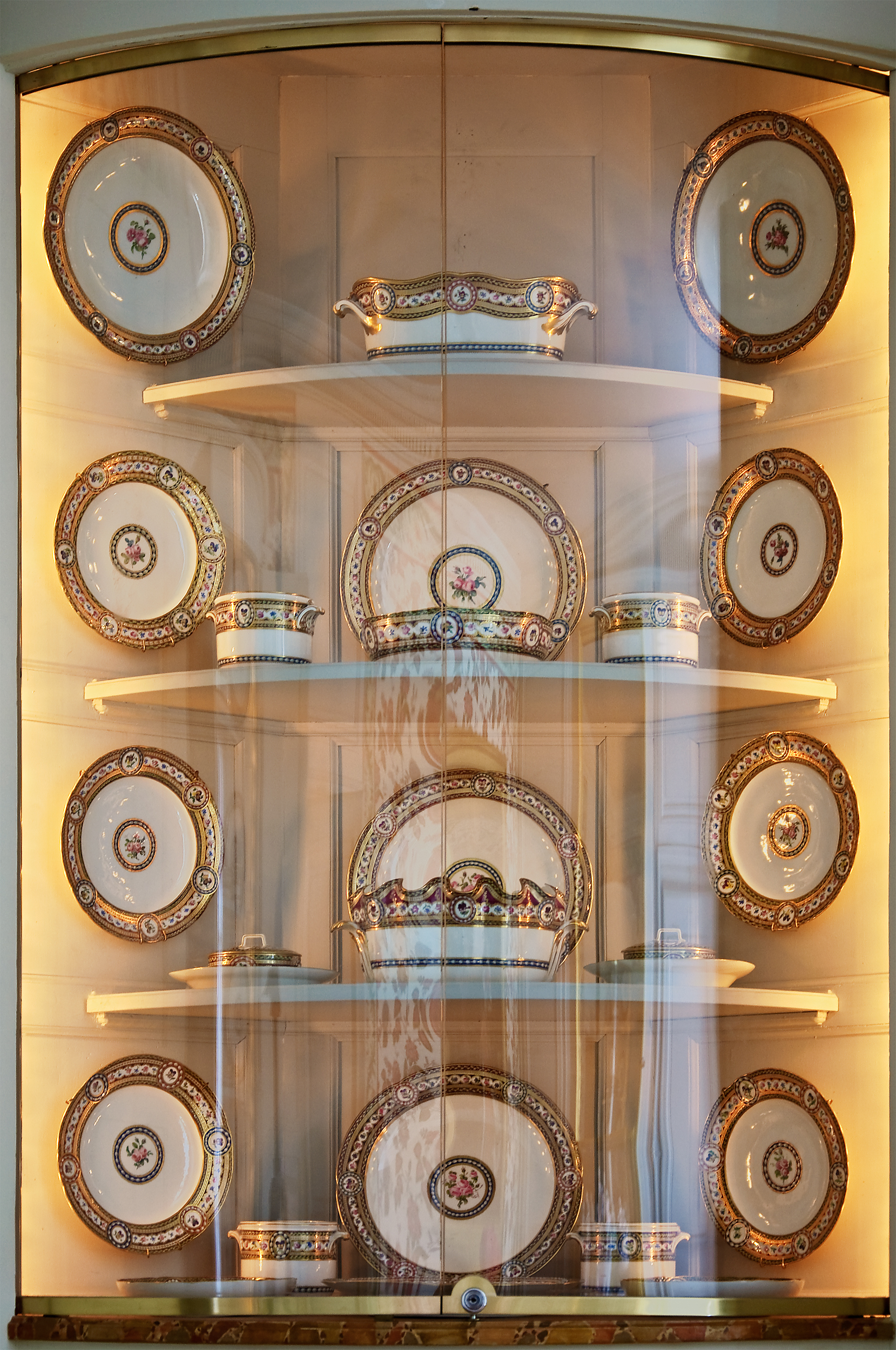
Stoviglie in porcellana di Sèvres (1784) creata per la regina Maria Antonietta

Nel 1740 artigiani provenienti da Chantilly, impiantarono una manifattura di porcellana presso lo Chateau de Vincennes. Nel 1752, in seguito ad una crisi finanziaria, il re Luigi XV acquisì una quota della società, che ottenne il nome di Manifattura Reale di Vincennes.
Nel 1756 la manifattura fu trasferita a Sèvres. La produzione si dedicò a pezzi finemente decorati e smaltati in oro, che si rivolgevano alle classi privilegiate. La famiglia reale stessa garantì un contratto di esclusiva per la produzione di porcellana in Francia, insieme con il titolo di Manifattura reale di Sèvres. Il re possedeva una quota della manifattura, e rilevò quanto restava nel 1759. Il Re accordò alla Manifattura il monopolio della porcellana in Francia, permettendo alle manifatture già esistenti solo la produzione di servizi da tavola monocromi e senza dorature.
Luigi XV riteneva di essere il miglior ambasciatore della qualità delle porcellane francesi, che regalava ai sovrani stranieri al posto degli abituali oggetti di oro o argento. Sèvres era famosa per i suoi colori intensi e brillanti e per la finezza dei suoi smalti.
La produzione conobbe un salto di qualità quando, nel 1767, si rinvennero depositi di caolino a Saint-Yrieix-la-Perche, nel Limosino, e si passò a produrre porcellana dura. In quella zona sorsero anche piccole manifatture di porcellana indipendenti, con produzioni più limitate. In tal senso il termine "porcellana di Limoges" indica la provenienza da un'area geografica e non da una singola manifattura.

#### Royal Copenhagen e Bing & Grøndahl
Anche la Danimarca avviò una produzione di porcellana. Nel 1775 venne fondata la Regia Fabbrica di Porcellana di Copenaghen, sotto la protezione della Regina Giuliana Maria di Brunswick-Lüneburg.
Dopo i consueti tentativi falliti, tipici dell'avvio di tutte le Manifatture di questo tipo, ottenne i primi successi. Le porcellane di questa manifattura hanno come marchio di fabbrica tre linee ondulate sovrapposte che simboleggiano i tre stretti di mare della Danimarca: Øresund, Grande Belt e Piccolo Belt.
Con il successivo patrocinio del Re Cristiano VII la fabbrica sviluppò il suo stile peculiare, che predilige l'uso del solo blu cobalto come nel famoso stile Musselmalet o Blue Fluted.
Sebbene la porcellana danese fosse caratterizzata dall'intensivo uso del blu cobalto, questa non fu una scelta esclusiva. Una delle opere più famose di quel primo periodo era, infatti, in smalti policromi e oro: si tratta del monumentale servizio Flora Danica, commissionato nel 1790 dalla famiglia reale danese come dono per l'imperatrice Caterina II di Russia. È decorato con i disegni di tutte le piante che vivono in Danimarca. L'impresa non venne mai terminata né i pezzi consegnati in Russia. Flora Danica è oggi uno stile ben preciso, ancora oggi modellato e decorato a mano nella fabbrica della Royal Copenhagen.
Abolita la monarchia assoluta nel 1849 si aprirono prospettive di mercato libero. Nel 1853 lo scultore della Manifattura Reale Frederik Vilhelm Grøndahl decise di fondare una fabbrica di porcellana propria e si associò con i fratelli Meier Herman e Jacob Herman Bing, commercianti in Copenaghen. La produzione si focalizzò su quanto il mercato richiedeva: figure in biscuit ispirate alle sculture neoclassiche di Bertel Thorvaldsen. Nacque così Bing & Grøndahl.
Nel 1895 iniziò una serie che ebbe una enorme fortuna: Hallin, artista di punta della Bing & Grøndahl, realizzò il primo piatto di Natale. I piatti di questa serie, che variano soggetto ogni anno, sono tuttora in produzione.
La Bing & Grøndahl si è, infine, unita alla Royal Copenaghen nel 1987.

### LaBone Chinae Wedgwood
Come gli altri paesi l'Inghilterra non mancò di avviare la sua produzione di porcellana. A differenza di quanto avvenne in molti altri paesi d'Europa, tuttavia, in Inghilterra le manifatture furono imprese private, senza né protezioni né privilegi da parte della casa regnante.
La prima produzione fu di porcellana tenera, ma ben presto la produzione si affinò. Una svolta si ebbe nell'anno 1800, quando Josiah Spode prese ad aggiungere all'impasto cenere di ossa di animali. L'additivo conferisce una traslucenza, bianchezza e resistenza notevole a questo nuovo tipo di porcellana, che venne detto Bone China. Il risultato è un tipo di porcellana tenera, prodotta con un impasto che contiene almeno il 25% e fino al 50% di cenere d'ossa.
Questo nuova ricetta divenne, con il tempo, lo standard della produzione inglese. Tutt'oggi marchi prestigiosi quali Royal Worcester, Coalport e Royal Crown Derby usano porcellana Bone China.
In questo periodo le porcellane inglesi a contatto con liquidi bollenti erano ancora soggette a creparsi. È tipico dei servizi da tè dell'epoca avere un piattino profondo, a coppetta: si versava il latte freddo nella tazzina, si aggiungeva il tè e si versava prontamente nel piattino a coppa, da cui veniva bevuto. Tutto questo allo scopo di evitare che la porcellana si rompesse per il calore.
Nel 1750 il francese André Planché fondò la manifattura di Derby e nel 1756 ne divenne socio l'abile uomo d'affari William Duesbury, che portò la manifattura ad essere una delle più importanti d'Inghilterra.
Nel 1751 venne fondata la manifattura di Worcester da un gruppo di imprenditori. La manifattura ebbe una notevole fortuna poiché le sue porcellane avevano un'alta resistenza al calore e non rischiavano di rompersi a contatto con bevande bollenti, come era frequente per quelle di Chelsea. Ciò diede impulso alla produzione di servizi da tè, anziché a quella della porcellana decorativa. Fu presso la Worcester che venne inventata la tecnica della stampa a trasferibile o decalcomania, che diede un enorme impulso alla produzione di grandi volumi.
Nel 1759 nacque un'altra produzione destinata ad avere grande seguito e fortuna. Josiah Wedgwood fondò l'omonima azienda e con un temperamento votato all'innovazione affinò la tecnica mettendo a punto i suoi materiali peculiari, che tuttavia non sono considerati porcellana: il Queen's Ware, il Basalto Nero, e il Jasper. Nel 1812 la Wedgwood cominciò a produrre la Bone China, sviluppandone una qualità superiore, la Fine Bone China, che presto troverà posto sulle tavole dei potenti di mezzo mondo: uno dei più noti esempi è il servizio da tavola Wedgwood che Theodore Roosevelt volle per la Casa Bianca.
Altre produzioni del panorama inglese furono quelle di Bristol, Lowestoft, Liverpool, Plymouth, Caughley, Royal Doulton, Pinxton, Great Yarmouth grazie alla produzione e decorazione di William Absolon.

## Produzioni di porcellana in Europa e colonie nel XVIII secolo

### Stati italiani
- Porcellana di Venezia - 1720[2]-1799 Repubblica di Venezia
- Porcellana Ginori a Doccia - 1735, in attività[2] Granducato di Toscana
- Porcellana Rossetti - 1737-1748[14] Regno di Sardegna
- Porcellana di Capodimonte - 1743-1759[2] Regno di Napoli
- Porcellana di Treviso 1759-1840[15] Repubblica di Venezia
- Porcellana di Roma- 1761-1803 Stato Pontificio
- Porcellana delle Nove - 1762-1825[2] Repubblica di Venezia
- Porcellana di Vische - 1765-1768[16] Regno di Sardegna
- Porcellana Boselli - 1768-1808 Repubblica di Genova
- Porcellana di Napoli - 1771-1806[2] Regno di Napoli
- Porcellana di Vinovo 1776-1825[17] Regno di Sardegna
- Porcellana di Angarano - 1780-1815 Repubblica di Venezia
- Porcellana di Este - 1781-1795[2] Repubblica di Venezia
- Porcellana di Vicenza 1793-1800[15] Repubblica di Venezia

### Francia
- Porcellana di Saint-Cloud[2] - 1693-1766
- Porcellana di Chantilly - 1725-1800[2]
- Porcellana di Mennecy[2] - 1745-1765
- Porcellana di Sceaux - 1763-1794[2]
- Porcellana di Vincennes - 1745-1756[2]
- Manufacture nationale de Sèvres - 1756, in attività[2]
- Porcellana di Strasburgo - 1752-1781[2]
- Porcellana di Niderviller - 1763, in attività[2]
- Porcellana di Limoges - 1771, in attività[2]
- Porcellana di Lunéville - 1766-1777[2]
- Porcellana di Etiolles - 1766
- Porcellana di Nast o di Clignancourt - 1775-1799
- Porcellana di Lilla - 1784-1817
- Porcellana di Saint-Amand-les-Eaux - 1785-1794
- Porcellana di Bordeaux - 1787-1790
- Porcellana di Parigi - 1771-1841

### Sacro Romano Impero
- Porcellana di Meissen - 1708, in attività[2]. Elettorato di Sassonia
- Porcellana di Vienna - 1718-1864[2] Austria
- Porcellana di Höchst - 1750-1794[2], Elettorato di Magonza
- Porcellana di Tournai - 1751[2]-1890 Paesi Bassi austriaci
- Porcellana di Berlino - 1752, in attività[2] Elettorato del Brandeburgo
- Porcellana di Nymphenburg - 1753, in attività[2] Elettorato di Baviera
- Porcellana di Fürstenberg - 1753, in attività[2] Ducato di Brunswick-Wolfenbüttel
- Porcellana di Frankenthal - 1755-1799[2] Elettorato palatino del Reno
- Porcellana di Ansbach - 1757-1860[2] Burgraviato di Brandeburgo-Ansbach
- Porcellana di Gotha - 1757[2]-1937[18] Ducato di Sassonia-Gotha-Altenburg
- Porcellana di Ludwigsburg - 1758-1824[2], Ducato di Württemberg
- Porcellana di Veilsdorf - 1760, in attività[2] Ducato di Sassonia-Hildburghausen
- Porcellana di Volkstedt - 1762[2]-1894 Contea di Schwarzburg-Rudolstadt
- Porcellana di Kelsterbach - 1761-1802[2] Langraviato di Assia-Darmstadt
- Porcellana di Ottweiler - 1763-1797[2] Contea di Nassau
- Porcellana di Wallendorf - 1764, in attività[2] Ducato di Sassonia-Coburgo-Saalfeld
- Porcellana di Fulda -1765-1790[2] Principato vescovile di Fulda
- Porcellana di Cassel - 1766-1788[2] Langraviato di Assia-Kassel
- Porcellana di Gutenbrunn- 1767-1775[2] Ducato del Palatinato-Zweibrücken
- Porcellana di Grossbreitenbach[2] 1770-1800 Contea di Schwarzburg-Sondershausen
- Porcellana di Limbach - 1772[2]-1937 Ducato di Sassonia-Meiningen
- Porcellana di Ilmenau - 1777-1990[2] Ducato di Sassonia-Weimar
- Porcellana di Rauenstein - 1783-1901 Ducato di Sassonia-Meiningen
- Porcellana di Gera[2] 1779-1800 Contea di Reuss
- Porcellana di Blankenheim - 1790, in attività Ducato di Sassonia-Weimar

### Boemia[19]
- Horní Slavkov (allora Schlaggenwald) - 1792[20]
- Praga - 1793, Hübel  &  Co.
- Klášterec nad Ohří (allora Klösterle an der Eger) - 1794, Weber[21]

### Gran Bretagna
- Porcellana di Chelsea - 1745, in attività[2]
- Porcellana di Bow - 1749-1766[2]
- Porcellana di Derby - 1750-1848[2]
  - Royal Crown Derby - 1757, in attività
- Royal Worcester - 1751, in attività[2]
- Porcellana di Longton Hall - 1749-1760[2]
- Porcellana di Lowestoft - 1757-1802[2]
- Porcellana di Liverpool - 1754-1799[2]
- Porcellana di Plymouth - 1768-1773[2]
- Porcellana di Bristol - 1774-1781[2]
- Porcellana di New Hall - 1782-1835[2]
- Porcellana di Caughley o Salopian - 1772-1814[2]
- Porcellana di Coalport - 1799[2]-1875
- Porcellana di Longport o Davenport - 1793-1882[2]
- Porcellana di Pinxton - 1796-1813[2]
- Porcellana di Minton - 1796[2]-1968

### Russia
- Porcellana di San Pietroburgo - 1744, in attività[2]
- Porcellana di Mosca - 1765-1891[2]

### Scandinavia
- Porcellana di Marieberg - 1751-1788[2]
- Porcellana di Copenaghen - 1759, in attività[2]
- Porcellana di Rörstrand - 1770, in attività[22]

### Spagna
- Real Fábrica de Porcelana del Buen Retiro - 1759-1808[2]
- Porcellana di Alcora - 1727-1895

### Paesi Bassi
- Porcellana di Veesp - 1759-1771[2]
- Porcellana di Loosdrecht - 1774-1784[2]
- Porcellana di Amstel - 1780-1810[2]
- Porcellana dell'Aja - 1776-1790[2]

### Svizzera
- Porcellana di Zurigo - 1763-1791[2]
- Porcellana di Nyon - 1781-1813[2]

### Virginia
- Bonin e Morris - 1770-1774[2]

### Ungheria
- Porcellana di Hollóházi - 1777, in attività
- Porcellana di Herend - 1826, in attività
- Porcellana di Zsolnay - 1853, in attività

### Polonia
- Porcellana di Korc - 1783-1832[23]